# Tentative de coup d'État de 1997 en Zambie
La tentative de coup d'État de 1997 en Zambie est une tentative de coup d'Etat militaire survenue en Zambie le 28 octobre 1997. Le coup d'État ne dura pas plus de 3 heures et a eu lieu entre 6 et 9 heures du matin quand le chef du coup d'État, le capitaine Solo (Steven Lungu) de l'armée zambienne, a annoncé via la ZNBC (en) (radio nationale) qu'un coup d'État avait eu lieu et que le président de l'époque, Frederick Chiluba, devait démissionner.
Certaines organisations médiatiques internationales n'ont pas pu s'empêcher de plaisanter sur le chef du coup d'État « bien nommé » (Solo) dont la demande de démission du président a pu être entendue accompagnée des rires des journalistes de la radio qui se trouvaient dans la station de radio au moment de la tentative de coup d'État. Le capitaine Solo a passé les 13 années suivantes en prison pour avoir commis une trahison et n'a été libéré que lorsqu'il est devenu clair qu'il était en phase terminale.